# Кашкін Данило Григорович
Данило Григорович Кашкін (31 грудня 1898, село Ждамирово, тепер Сурського району Ульяновської області, Російська Федерація — ?) — радянський партійний діяч, секретар Дніпропетровського обласного комітету КП(б)У.

## Біографія
З квітня 1919 по 1921 рік служив у Червоній армії, учасник громадянської війни в Росії.
Перебував на відповідальній радянській та партійній роботі. Член ВКП(б).
25 березня 1941 — 1943 року — в.о. секретаря Дніпропетровського обласного комітету КП(б)У по місцевих будматеріалах; секретар Дніпропетровського обласного комітету КП(б)У по будівництву.
З жовтня 1941 по 1943 рік — у Червоній армії на політичній роботі. З 1941 року служив на Південному фронті. У 1942 році — секретар армійської партійної комісії 18-ї армії. З травня 1943 року — уповноважений оперативної групи військової ради Воронезького фронту. Учасник німецько-радянської війни. У 1943 році повернувся до Дніпропетровська. 
У 1944 (затверджений у вересні 1944) — після 1945 року — заступник секретаря Дніпропетровського обласного комітету КП(б)У із будівництва і будівельних матеріалів — завідувач відділу будівництва і будівельних матеріалів Дніпропетровського обласного комітету КП(б)У.
Подальша доля невідома.

## Звання
- батальйонний комісар
- майор

## Нагороди
- орден Червоної Зірки (26.08.1943)
- медаль «За оборону Кавказу» (1945)
- медалі